# Emese Hunyady
Emese Nemeth-Hunyady, née le 4 mars 1966 à Budapest, est une ancienne patineuse de vitesse autrichienne et hongroise. À la suite de son mariage avec l'entraîneur autrichien Thomas Németh, elle prend la nationalité autrichienne et peut ainsi se rendre en Europe occidentale. En 1994, elle devient la première Autrichienne championne olympique de patinage de vitesse en remportant l'or au 1500 m.

## Palmarès
- Jeux olympiques
  -  Médaille d'or sur 1500 m aux Jeux olympiques d'hiver de 1994 à Lillehammer[1]
  -  Médaille d'argent sur 3000 m aux Jeux olympiques d'hiver de 1994 à Lillehammer
  -  Médaille de bronze sur 3000 m aux Jeux olympiques d'hiver de 1992 à Albertville

- Championnats du monde toutes épreuves
  -  Médaille d'or en 1994 à Butte
  -  Médaille d'argent en 1992 à Heerenveen
  -  Médaille d'argent en 1993 à Berlin

- Championnats du monde simple distance
  -  Médaille d'or du 1500 m en 1999 à Heerenveen
  -  Médaille de bronze du 1500 m en 2000 à Nagano
  -  Médaille de bronze du 1000 m en 1996 à Hamar

- Championnats d'Europe toutes épreuves
  -  Médaille d'or en 1993 à Heerenveen
  -  Médaille d'argent en 1992 à Heerenveen
  -  Médaille de bronze en 1994 à Hamar

- Coupe du monde
  - Vainqueur du 1500 m en 1994
  - 12 victoires